# Карр, Джон Диксон
Джон Диксон Карр (англ. John Dickson Carr; 30 ноября 1906 — 27 февраля 1977) — американский писатель
, автор детективных романов, радиоведущий. Также публиковался под псевдонимами «Картер Диксон», «Карр Диксон» и «Роджер Фейрберн». Его по праву считают одним из лучших представителей «Золотого века детективного жанра», наряду с Агатой Кристи, Г. К. Честертоном, Гастоном Леру и другими. На творческую манеру Карра повлияло его увлечение Конан Дойлем, Гастоном Леру и Честертоном.
Джон Диксон Карр считается самым крупным специалистом в истории детектива по убийствам в закрытой комнате, как называли их критики, ссылаясь на знаменитую «лекцию о запертой комнате» в романе «Человек-призрак»: жертва заходит в пустое помещение с закрытыми дверями, где затем таинственным образом обнаруживается его (или её) труп — как это, например, происходит в «Бродящее по ночам». Сам писатель определял детектив как «упражнение для человеческой сообразительности, западню и двойной капкан, игру, в которую из главы в главу автор играет против читателя». «То, что мы охотно читаем выдуманные детективные истории, — писал он, — большей частью проистекает из нашей любви к невероятному».

## Биография
Джон Диксон Карр родился 30 ноября 1906 года в Юнионтауне, штат Пенсильвания (США), в семье преуспевающего юриста и американского политического деятеля Вуда Николаса Карра, имевшего шотландские корни.
Учился в «The Hill School», средней школе-интернате, где показал себя довольно заурядным учеником.
В возрасте двадцати одного года Карр отправился в Париж и поступил в университет Сорбонны. Закончил со степенью бакалавра. Там же он написал свой первый детективный роман «Бродящее по ночам», в котором впервые появился парижский полицейский Анри Бенколин, ставший одним из серийных героев. В 1931 году он женился на англичанке Клариссе Клевис и обосновался в Англии.
В 1933 году Карр написал роман «Ведьмино логово», в котором представил читателям своего самого знаменитого героя профессора-лексикографа доктора Гидеона Фелла. Внешность университетского сыщика-любителя списана, по признанию самого писателя, с Гилберта Честертона — другого корифея детективного жанра, с которым Карр был знаком лично. В последующих работах появился ещё один серийный герой детективов Карра — сэр Генри Мерривейл, комичный толстяк, прототипом которого послужил Уинстон Черчилль. Романы этой серии публиковались под псевдонимом Картер Диксон. Многие романы этой серии считаются лучшими в творчестве Карра, особенно знаменитый роман «Окно Иуды» (The Judas Window), написанный в 1938 году.
В 1936 году Карр вступил в Детективный клуб. В течение ряда лет Джон Диксон Карр был автором программы BBC «Свидание со смертью». Эта передача стала прообразом многих известных в будущем сериалов. Во время войны Карр работал на радио в отделе пропаганды.
В 1948 году Джон Диксон Карр вернулся в США, но прожил там всего несколько лет, после чего опять возвратился в Англию. Писателю была предоставлена честь написать биографию Артура Конан Дойля, которая увидела свет в 1949 году. В том же 1949 году Карр был избран председателем Ассоциации детективных писателей США.
После 1950 года Карр создал десять исторических детективов, в сущности исторических романов, в которых наряду с вымышленными действуют вполне реальные персонажи. Действие многих романов Карра происходит в далеком или же не столь отдалённом прошлом. «Дьявол в бархате» переносит читателя в XVII век — в период реставрации монархии Стюартов, «Бесноватые» — в Англию XVIII века, романы «Огонь, гори!», «Скандал в Хай-Чимниз» и «Ведьма отлива» повествуют о деятельности Скотланд-Ярда в XIX столетии и начале XX века, в эпизодах «Загадка Красной вдовы» оживают жуткие сцены якобинского террора во Франции.
В 1954 году вышел сборник о Шерлоке Холмсе «Подвиги Шерлока Холмса» (The Exploits of Sherlock Holmes), написанный в соавторстве с младшим сыном Артура Конан Дойла — Адрианом.
В 1960-е годы Карр жил в Марокко, затем опять в США. Писатель скончался от рака легких 27 февраля 1977 года.

### Романы, написанные под именем Джон Диксон Карр

#### Анри Бенколин
1. 1930 Бродящее по ночам (It Walks By Night) [Другие названия: Под покровом ночи, Оно ходит по ночам]
2. 1931 Замок «Мёртвая голова» (Castle Skull)
3. 1931 Тень убийства (The Lost Gallows)
4. 1932 Убийство в музее восковых фигур (The Waxworks Murder)
5. 1938 Четыре орудия убийства (The Four False Weapons)

#### Доктор Гидеон Фелл
1. 1933 Ведьмино логово (Hag’s Nook)
2. 1933 Загадка безумного шляпника (The Mad Hatter Mystery)
3. 1934 Охота на цирюльника (The Blind Barber)
4. 1934 Восьмёрка мечей (The Eight Of Swords)
5. 1935 Часы смерти (Death-Watch)
6. 1935 Человек-призрак (Hollow Man) [Название романа в США: Три гроба (The Three Coffins)]
7. 1936 Убийство арабских ночей (The Arabian Nights Murder)
8. 1938 Разбудить смерть (To Wake The Dead)
9. 1938 Согнутая петля (The Crooked Hinge)
10. 1939 Тёмные очки (The Black Spectacles) [Название в США: The Problem Of The Green Capsule]
11. 1939 Клетка для простака (The Problem Of The Wire Cage)
12. 1940 Человек без страха (The Man Who Could Not Shudder)
13. 1941 Дело о постоянных самоубийствах (The Case of the Constant Suicides) [Другое название: Череда самоубийств]
14. 1942 Игра в кошки-мышки (The Seat Of The Scornful) [Название книги в США: Death Turns The Tables]
15. 1944 Пока смерть не разлучит нас (Till Death Do Us Part)
16. 1946 Зловещий шёпот (He Who Whispers)
17. 1947 Спящий сфинкс (The Sleeping Sphinx)
18. 1949 Вне подозрений (Below Suspicion) [второй главный герой — Патрик Батлер]
19. 1958 Стук мертвеца (The Dead Man’s Knock)
20. 1960 Назло громам (In Spite Of Thunder)
21. 1965 Дом на локте сатаны (The House At Satan’s Elbow)
22. 1966 Паника в ложе В (Panic In Box C)
23. 1967 Тёмная сторона луны (Dark Of The Moon)

#### Патрик Батлер
1. 1949 Вне подозрений (Below Suspicion) [второй главный герой — доктор Гидеон Фелл]
2. 1956 Защиту ведёт Патрик Батлер (Patrick Butler For The Defence)

#### Вне серий
- 1932 Отравление в шутку (Poison In Jest)
- 1936 Убийство сэра Эдмунда Годфри (The Murder of Sir Edmund Godfrey) [документальный детектив]
- 1937 Сжигающий суд (The Burning Court)
- 1942 Табакерка императора (The Emperor’s Snuffbox)
- 1950 Ньюгейтская невеста (The Bride Of Newgate) [исторический детектив]
- 1951 Дьявол в бархате (The Devil In Velvet) [исторический детектив]
- 1952 Девять неправильных ответов (The Nine Wrong Answers)
- 1955 Капитан «Перережь горло» (Captain Cut-Throat) [исторический детектив]
- 1957 Пылай, огонь! (Fire, Burn!) [исторический детектив]
- 1959 Скандал в Хай-Чимниз (Scandal At High Chimneys: A Victorian Melodrama) [исторический детектив]
- 1961 Ведьма отлива (The Witch Of The Low-Tide: An Edwardian Melodrama) [исторический детектив]
- 1962 Бесноватые (The Demoniacs) [исторический детектив]
- 1964 Most Secret [Переделанная новелла Карра Devil Kinsmere]
- 1968 Papa La-Bas [исторический детектив]
- 1970 The Ghosts' High Noon [исторический детектив]
- 1971 Дом, в котором живёт смерть (Deadly Hall) [исторический детектив]
- 1972 Голодный гоблин (The Hungry Goblin: A Victorian Detective Novel)

### Новелла, написанная под псевдонимом Роджер Фейерберн
- 1934 Devil Kinsmere

### Роман, опубликованный под псевдонимом Карр Диксон
- 1934 Убийства в замке Баустринг (The Bowstring Murders)

### Романы, опубликованные под псевдонимом Картер Диксон

#### Сэр Генри Мерривейл
1. 1934 Убийство в Плейг-Корте (The Plague Court Murders) (Медиум, взявший под свою власть старуху и молодую девушку, собирает большую компанию в заброшенном доме, где происходит смерть в запертой комнате)
2. 1934 Убийства «Белого монастыря» (The White Priory Murders) (Британская актриса из-за провала своей главной театральной постановки перебралась в Голливуд. Благодаря работе с талантливым режиссёром она быстро стала кинозвездой, и теперь возвращается на родину, дабы восстановить своё реноме в глазах английской публики. Жить кинозвезде предстоит в фамильном особняке «Белый монастырь». Трагедийные события не заставляют себя ждать…
3. 1935 Загадка Красной вдовы (The Red Widow Murders) (Запертая комната, обставленная мебелью врёмен Французской революции, возможно, скрывает тайную ловушку с ядом)
4. 1935 Убийства единорога (The Unicorn Murders) (Смесь со шпионским романом: британские джентльмены-разведчики ввязались в поединок между французскими супер-преступником и супер-полицейским в замке на Луаре)
5. 1936 The Punch And Judy Murders [Название книги в США: The Magic Lantern Murders]
6. 1937 Убийства павлиньим пером (The Ten Teacups) [Название книги в США: The Peacock Feather Murders]
7. 1938 Смерть в пяти коробках (Death In Five Boxes)
8. 1938 Окно Иуды (The Judas Window)
9. 1939 Читатель предупреждён (The Reader Is Warned)
10. 1940 А потом — убийство! (And So To Murder)
11. 1940 Девять плюс смерть равняется десять (Murder In The Submarine Zone) [Название книги в США: Nine — And Death Makes Ten, также опубликована под названием Murder in the Atlantic]
12. 1941 Лучше один раз увидеть (Seeing Is Believing) [Также опубликовано под названием Cross of Murder]
13. 1942 Смерть и Золотой человек (The Gilded Man)
14. 1943 Она умерла как леди (She Died A Lady)
15. 1944 Он никогда бы не убил Пэйшнс, или Убийство в зоопарке (He Wouldn’t Kill Patience)
16. 1945 Проклятие бронзовой лампы (Lord Of The Sorcerors) [Название книги в США: The Curse Of The Bronze Lamp]
17. 1946 Мои покойные жёны (My Late Wives)
18. 1948 The Skeleton In The Clock
19. 1949 Сдаётся кладбище (A Graveyard To Let)
20. 1950 Ночь у Насмешливой Вдовы (Night At The Mocking Widow)
21. 1952 За красными ставнями (Behind The Crimson Blind)
22. 1953 Чаша кавалера (The Cavalier’s Cup)

#### Вне серии
- 1934 Убийства в замке Баустринг (The Bowstring Murders) [Роман первоначально был опубликован под псевдонимом Карр Диксон, но издатели сочли эти имя слишком похожим на настоящее имя Карра, и писатель выбрал новый псевдоним — Картер Диксон]
- 1938 Drop To His Death [в соавторстве с Джоном Роудом]
- 1956 Тот же самый страх (Fear Is The Same) [Другое название: Все тот же страх] [исторический детектив]

### Сборники рассказов
- 1954 Департамент странных жалоб
- 1954 Третья пуля и другие расследования